# Thomas Reinmann
Thomas Reinmann (* 9. April 1983 in Langenthal) ist ein ehemaliger Schweizer Fussballspieler. Der Verteidiger stand zuletzt von 2009 bis zu seinem Karriereende 2017 beim FC Thun unter Vertrag.

## Karriere
Seinen ersten Einsatz in einer Profimannschaft hatte Reinmann am 21. August 1999 bei einem Spiel des BSC Young Boys gegen den FC Thun. Die Stadtberner spielten in dieser Saison in der Nationalliga B, dem Vorläufer der heutigen Challenge League. Der damals 16-jährige Juniorennationalspieler spielte zu der Zeit mehrheitlich für die U21 der Young Boys und wurde aufgrund verletzungsbedingter Ausfälle für die erste Mannschaft aufgeboten. Drei Jahre später wechselte der Abwehrspieler zum FC Baden in die Challenge League, wo er zum Stammspieler avancierte und von 2003 bis 2006 insgesamt 75 Spiele bestritt. Seine nächste berufliche Station wurde der FC Vaduz, mit dem er in der Saison 2007/08 in die Super League aufstieg. Ein Jahr später wurden die Liechtensteiner als Tabellenletzte zwar relegiert, gewannen aber in dieser Saison zum 37. Mal den Liechtensteiner Cup (für Reinmann war es der dritte Cupsieg). Mit dem FC Vaduz bestritt er insgesamt sieben Europa-League-Play-off-Spiele. Sein UEFA-Cup-Debüt hatte Reinmann am 13. Juli 2006, als er bei einem Qualifikationsspiel mit dem FC Vaduz gegen den ungarischen Club Újpest FC antrat.
Im Juli 2009 wechselte Reinmann zum FC Thun. Der Abwehrspieler unterschrieb bei den Thunern, die damals in der zweithöchsten Schweizer Liga spielten, einen Zweijahresvertrag bis 2011. In der Saison 2009/10 bestritt er 21 Spiele und schoss ein Tor. Der FC Thun wurde in dieser Saison nicht zuletzt auch dank ihm Challenge-League-Meister und stieg in die Super League auf. Kurz darauf kommunizierte der FC Thun, dass der Vertrag mit Reinmann vorzeitig um zwei Jahre bis zum 30. Juni 2013 verlängert wurde.
Der erfahrene Defensiv-Allrounder wurde auch in der Saison 2010/11 regelmässig eingesetzt, bis sich schliesslich eine alte Verletzung wieder bemerkbar machte. Reinmann musste sich daraufhin einer Fussoperation unterziehen und fiel bis zu Beginn der Rückrunde aus. Am 6. März 2011 kam er erstmals wieder zu einem Teileinsatz, als er beim Spiel gegen Luzern in der 70. Minute eingewechselt wurde.
Nach insgesamt 195 Pflichtspielen für den FC Thun, darunter fünf Einsätzen in der Gruppenphase der UEFA Europa League 2013/14, beendete Reinmann im Sommer 2017 seine aktive Karriere.

## Nationalmannschaft
In seiner Jugend trainierte Reinmann zunächst beim FC Aarwangen und beim FC Herzogenbuchsee. Aufgrund seiner dort gezeigten Leistungen wurde er zwischen 1998 und 2000 insgesamt 22 Mal für die Schweizer U-16-Juniorennationalmannschaft aufgeboten. Sein Debüt gab er am 13. Oktober 1998 gegen Frankreich, und im Oktober 1999 bestritt er in Irland ein Qualifikationsturnier für die U-16-Fussball-Europameisterschaft 2000. Sein einziges Tor für die U-16-Juniorennationalmannschaft erzielte der Verteidiger am 31. Dezember 1999 in einem Länderspiel gegen die Türkei. Am 25. Mai 2000 lief er gegen Norwegen letztmals für die U-16 auf. Für die Schweizer U-17-Juniorennationalmannschaft kam Reinmann auf mindestens drei Spiele im Rahmen eines Turniers in Esbjerg (Dänemark) vom 12. und 15. Juli 1999. Da einige Aufstellungen von Begegnungen dieses Turniers fehlen, können keine weiteren Einsätze belegt werden.

## Titel und Erfolge
FC Vaduz
- Liechtensteiner Cupsieger: 2007, 2008, 2009
- Meister der Challenge League: 2008

FC Thun
- Meister der Challenge League: 2010